# Lazzaretto Nuovo
Otok Lazzaretto Nuovo [ladzarèto nuòvo] (= novi lazaret), je otok v Beneški laguni v Jadranskem morju. Upravno spada pod italijansko deželo Benečija (pokrajina Benetke).
Otok je eden od prvotnih naravnih otokov lagune, saj se prvič omenja že v listini iz leta 1015. Od leta 1107 do Napoleonove razlastitve v zgodnjem 19. stoletju je bil last benediktincev, ki so imeli tu samostan. V teku teh stoletij so menihi dajali ozemlje v najem raznim ustanovam. Tako je leta 1468 Beneška republika zgradila lazaret, sprva samo za blago, po epidemiji leta 1576 pa tudi za ljudi, ki so bili osumljeni okužbe s kugo. Imenoval se je novi za razliko od starega, ki se je nahajal na drugem otoku (Lazzaretto Vecchio = Stari lazaret) in je sprejemal ugotovljene okužence. V 16. stoletju so bolniške zgradbe že zasedle vso površino otoka, a za njihovo vzdrževanje ni bilo najti osebja, zato so začeli vsi objekti razpadati in neprečiščeni kanali so se zamašili. Proti koncu 18. stoletja je bila bolnica zapuščena in preurejena na otoku Poveglia. Po razlastitvi je bil otok dodeljen vojski, ki ga je uporabljala kot skladišče smodnika in orožja; zgradbe so bile zasilno popravljene in dograjeni so bili obalni nasipi in utrdbe. Otok je ostal v vojaški posesti do leta 1975, ko ga je država dala v oskrbo privatni neprofitni organizaciji, ki skrbi za ohranitev ozemlja. Trenutno je med maloštevilnimi lagunskimi otoki, ki se štejejo za restavrirane.